# 胡利亞卡
胡利亞卡（西班牙語：Juliaca；克丘亞語：Hullaqa；艾馬拉語：Hullaqa）是秘魯東南部普諾大區圣罗曼省的首府。它是大區人口最大的城市，2017年人口為276,110。胡利亞卡位於阿尔蒂普拉诺高原上，在的的喀喀湖东北面（相距45公里），海拔高度3,825米。始建於1826年，面積533.47平方公里。胡利亚卡是普诺大区最大的经济中心。而且是秘鲁最大的商业区之一。胡利亚卡接近查卡斯湖（laguna Chacas）、的的喀喀湖、奇迹河（río Maravillas），还有西路斯塔尼墓地的遗址。
根据国家统计与信息研究所，胡利亚卡是秘鲁人口第十三多的城市。在2017年的人口普查中，胡利亚卡的人口是276,110。
每年的二三月的时候，胡利亚卡举办纪念大地母亲的节日（狂欢节）。在这时游行者穿着多彩服装到街上跳高原的典型舞蹈。每年1月20日人们也庆祝圣巴斯弟的节日。
胡利亚卡的地面交通系统完善：道路和铁路线将胡利亚卡与秘鲁南方的其它城市连接起来（普諾、庫斯科、阿雷基帕、塔克納），还能通往玻利维亚共和国，因此是个旅游者的过境点。
就像美國芝加哥，胡利亚卡有「风之城」（Ciudad de Los Vientos）之稱。因为它位於經常刮風的科勞高原，一年的大部分时间都有风。胡利亞卡也被稱為“襪子之城”（Ciudad Calcetera）或“針織之城”，因為它是一個主要生產襪子、毛衣和手工藝品的中心。現在，衣服、羊毛和紡織物的生產都是工業過程。

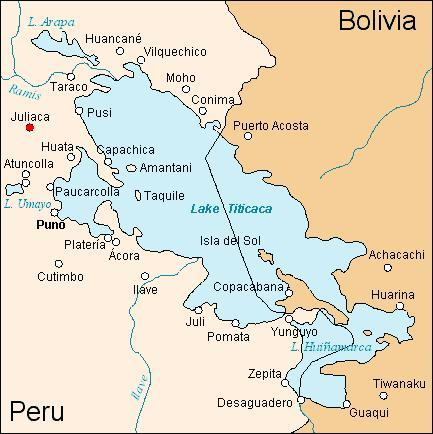

它是印加曼卡·卡帕克國際機場（Inca Manco Capac Airport）的所在地，這機場是大區的主要機場。

## 名稱由來
歷史學家拉蒙·里奧斯（Ramon Rios）辯稱，「胡利亞卡」（Juliaca）來自克丘亞語中的Xullaskca kaipi（下著毛毛雨），暗示當印加部隊追趕科利亞人到達阿尔蒂普拉诺高原的這一部分時，他們注意到在Huaynarroque山下了毛毛雨。
但是，賈斯圖·魯埃拉斯（Justo Ruelas）斷言，「胡利亞卡」來自克丘亞語中的Shulla Qaqa（岩石上的露珠），這是由於在Huaynarroque山和聖克魯斯山（Santa Cruz）附近可以看到小的石英顆粒，類似於落在岩石上的晨露。

## 歷史

### 西班牙以前
阿爾蒂普拉諾高原大約在公元前4000年就有人類居住，這些定居者致力於農業和牲畜（羊駝和豚鼠）。
烏魯族（Uros）定居於當地的海流城市，獲益於拖拖拉草（totora）和的的喀喀湖的魚，並盤踞著附近湖泊，例如查卡斯、庫里瓦塔（Qoriwata）、科恰潘帕（Cochapampa），還有胡利亞卡河，即今天的科塔河（río Coata）。
「那些名為烏魯的印第安人……居住在河岸上，並在河裡捕魚為生，自給自足……他們是強壯且性格開朗的印第安人，並且有許多在湖上的人不種田或製作衣服，會進食一些他們稱為『拖拖拉』的根。」——Garcí Diez，Crónicas en América，
這些定居者在憲法中分別被註冊為“Uros de Coata”和“Uros de Desaguadero”，當中科塔河分支與胡利亞卡最有聯繫。河流把他們與該城連起來，讓他們更有聯繫。另外這些河域居民發展出一門航行技術，用拖拖拉草造的筏，用一款名為“ichu”的野草所造的繩固定。它可以用作捕魚的支援，有時可以用作從的的喀喀湖到胡利亞卡領域內較小湖泊的運輸媒介。
「作為烏魯族亙古以來存在於當地的証明，可見於在划筏的偏好，和後來在胡利亞卡的筏，還有一些地方名稱：Totoral、Torococha……」——René Calsín Anco，Bodas de diamante de la provincia de San Román，
由公元前1000年到公元前500年，胡利亞卡在Qaluyo文化的影響下蓬勃發展。考古學家在當地發現了一個可以追溯到這個時代的小村莊，該村莊的定居者以番薯、藜麥、白藜、卡拉奇、豚鼠等作為主食。他們打造出第一批「waru-waru」，並發展出特殊的紡織工業。
在公元前200年至公元200年，普卡拉文化的領域在高地這一地區擴展了。在三和四世紀之間，Huaynarroque部落蓬勃發展。隨後，蒂亞瓦納科、科利亞和印加的霸權接連出現。科利亞和印加是無情的死敵，而唯有帕查庫特克及其子邁塔·卡帕克的軍事指揮才能夠在血腥的征戰之中降服英勇的Sapana、Chuchicápac和Huaynarroque部落。

### 殖民時期
在第一次西班牙入侵期間，胡利亞卡以多種方式被記錄在案。佩德羅·西耶薩·德·萊昂（Pedro Cieza de León）曾寫道：
「從普卡拉到哈圖恩奎拉，有15個聯盟。在他們中間是一些城鎮，例如尼卡西奧、胡利亞卡等等⋯⋯」——Pedro Cieza deLeón，Crónica del Perú，
在殖民時代，胡利亞卡是一個區。一個重要的法律文件是由Collao de Corlament所編的，日期為1565年6月23日，由利馬審問院院長Lope García de Castro簽署生效。在文件中，胡利亞卡被編為區，並委派唐·迭戈·埃爾南德斯（Don Diego Hernández）去管理。

#### 西班牙建城

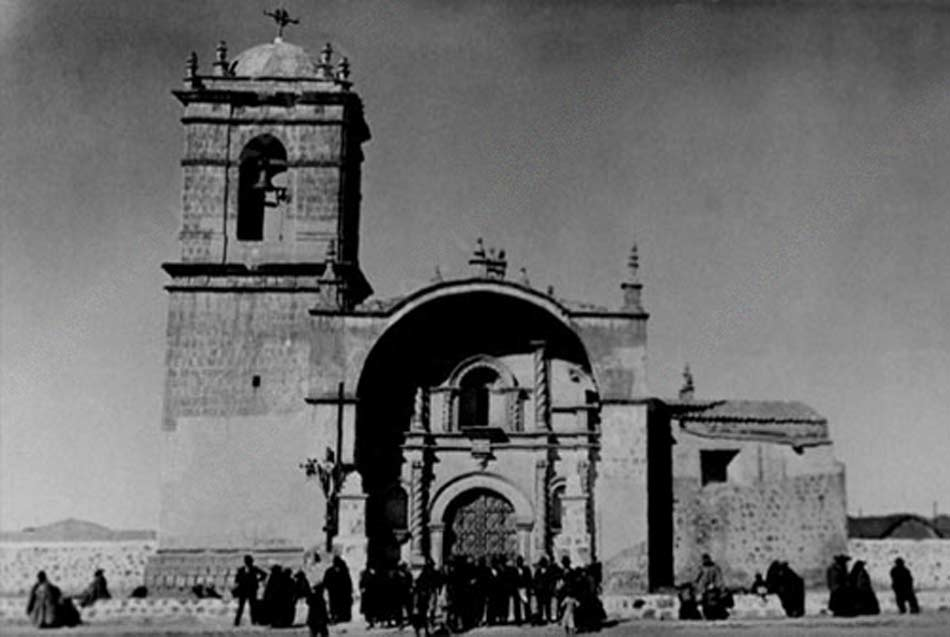
1945年聖卡塔利娜教堂

在聖卡塔利娜主教堂的教區檔案中可以找到某些歷史書籍的信息，這些文獻證明了西班牙建立胡利亞卡，當時它的名字是：Pueblo de Santa Catalina de Juliaca。
在聖卡塔利娜主教堂的教區檔案中，許多書籍都包含有證明這一指定的歷史文獻。如下：
- 祝福聖禮兄弟會帳目和資產書，創於1684年2月11日。本書包含諸如1755年10月之前的會議記錄、著作和其他文獻，也就是說，它服務了人民70年，累計有165頁。
- 記錄印第安人洗禮的書擁有從1757年到1766年的記錄。每條條目的文字均以以下段落開頭：“在聖卡塔利娜·德·胡利亞卡鎮（Santa Catalina de Juliaca）和聖母聖殿”，共有259頁。
- 洗禮的歷史可以追溯到1773年至1784年（11年）。所有條目的文字都以此開頭：“在聖卡塔琳娜小鎮”。

上述的文獻是寫在羊皮紙上的手抄本，是胡利亞卡歷史的真正瑰寶。
這些數據顯示，西班牙於11月25日建立了胡利亞卡，因為在西班牙天主教日曆中，當日是聖傑靈紀念日。

## 經濟
胡利亞卡是商品和服務的大型貿易中心，被認為是普諾大區的金融首府。貿易是其主要經濟活動，佔勞動力的26.5％。胡利亞卡擁有15439個商業機構，佔普諾大區貿易的41％。它是La Rinconada高海拔城市非正式金礦開採的商業中心。
胡利亞卡市已成為資本投資的中心。所以，貧困得以減輕，增加了部分居民的人均收入。

## 氣候
胡利亞卡屬於亞熱帶高原氣候（柯本 Cwb），接壤著高山苔原氣候並長年有著寒冷溫度。每年平均降雨量610毫米。冬季乾燥，夜晚和早晨非常寒冷，下午溫暖。
| 秘魯胡利亞卡（1961年–1990年，極端1961年–現代） | 秘魯胡利亞卡（1961年–1990年，極端1961年–現代） | 秘魯胡利亞卡（1961年–1990年，極端1961年–現代） | 秘魯胡利亞卡（1961年–1990年，極端1961年–現代） | 秘魯胡利亞卡（1961年–1990年，極端1961年–現代） | 秘魯胡利亞卡（1961年–1990年，極端1961年–現代） | 秘魯胡利亞卡（1961年–1990年，極端1961年–現代） | 秘魯胡利亞卡（1961年–1990年，極端1961年–現代） | 秘魯胡利亞卡（1961年–1990年，極端1961年–現代） | 秘魯胡利亞卡（1961年–1990年，極端1961年–現代） | 秘魯胡利亞卡（1961年–1990年，極端1961年–現代） | 秘魯胡利亞卡（1961年–1990年，極端1961年–現代） | 秘魯胡利亞卡（1961年–1990年，極端1961年–現代） | 秘魯胡利亞卡（1961年–1990年，極端1961年–現代） |
| 月份                                           | 1月                                            | 2月                                            | 3月                                            | 4月                                            | 5月                                            | 6月                                            | 7月                                            | 8月                                            | 9月                                            | 10月                                           | 11月                                           | 12月                                           | 全年                                           |
| ---------------------------------------------- | ---------------------------------------------- | ---------------------------------------------- | ---------------------------------------------- | ---------------------------------------------- | ---------------------------------------------- | ---------------------------------------------- | ---------------------------------------------- | ---------------------------------------------- | ---------------------------------------------- | ---------------------------------------------- | ---------------------------------------------- | ---------------------------------------------- | ---------------------------------------------- |
| 历史最高温 °C（°F）                            | 30.4 (86.7)                                    | 26.0 (78.8)                                    | 23.8 (74.8)                                    | 27.0 (80.6)                                    | 23.0 (73.4)                                    | 21.8 (71.2)                                    | 21.5 (70.7)                                    | 22.1 (71.8)                                    | 24.0 (75.2)                                    | 24.0 (75.2)                                    | 25.5 (77.9)                                    | 27.2 (81.0)                                    | 30.4 (86.7)                                    |
| 平均高温 °C（°F）                              | 16.7 (62.1)                                    | 16.7 (62.1)                                    | 16.5 (61.7)                                    | 16.8 (62.2)                                    | 16.6 (61.9)                                    | 16.0 (60.8)                                    | 16.0 (60.8)                                    | 17.0 (62.6)                                    | 17.6 (63.7)                                    | 18.6 (65.5)                                    | 18.8 (65.8)                                    | 17.7 (63.9)                                    | 17.1 (62.8)                                    |
| 平均低温 °C（°F）                              | 3.6 (38.5)                                     | 3.5 (38.3)                                     | 3.2 (37.8)                                     | 0.6 (33.1)                                     | −3.8 (25.2)                                    | −7.0 (19.4)                                    | −7.5 (18.5)                                    | −5.4 (22.3)                                    | −1.4 (29.5)                                    | 0.3 (32.5)                                     | 1.5 (34.7)                                     | 3.0 (37.4)                                     | −0.8 (30.6)                                    |
| 历史最低温 °C（°F）                            | −4.8 (23.4)                                    | −3.0 (26.6)                                    | −5.0 (23.0)                                    | −7.2 (19.0)                                    | −12.4 (9.7)                                    | −12.0 (10.4)                                   | −12.2 (10.0)                                   | −12.0 (10.4)                                   | −7.8 (18.0)                                    | −5.6 (21.9)                                    | −6.0 (21.2)                                    | −5.2 (22.6)                                    | −12.4 (9.7)                                    |
| 平均降水量 mm（）                              | 133.3 (5.25)                                   | 108.7 (4.28)                                   | 98.5 (3.88)                                    | 43.3 (1.70)                                    | 9.9 (0.39)                                     | 3.1 (0.12)                                     | 2.4 (0.09)                                     | 5.8 (0.23)                                     | 22.1 (0.87)                                    | 41.1 (1.62)                                    | 55.3 (2.18)                                    | 85.9 (3.38)                                    | 609.4 (23.99)                                  |
| 来源1：NOAA                                    |                                                |                                                |                                                |                                                |                                                |                                                |                                                |                                                |                                                |                                                |                                                |                                                |                                                |
| 来源2：Meteo Climat (record highs and lows)    |                                                |                                                |                                                |                                                |                                                |                                                |                                                |                                                |                                                |                                                |                                                |                                                |                                                |

## 人文景觀

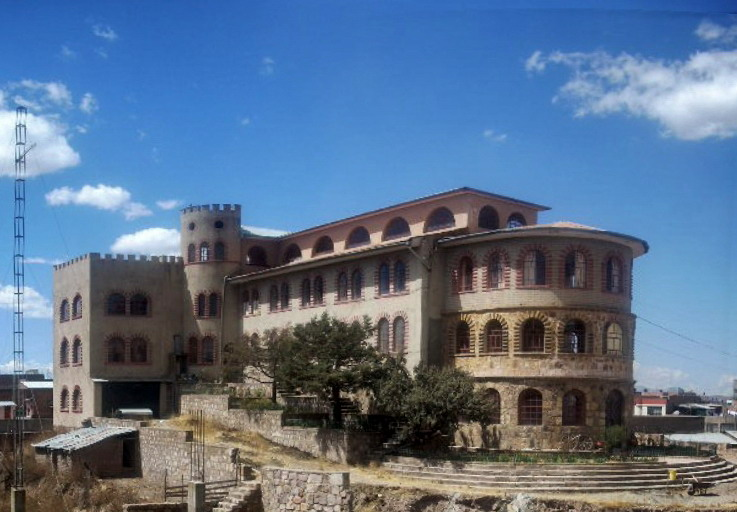
方濟會修道院。
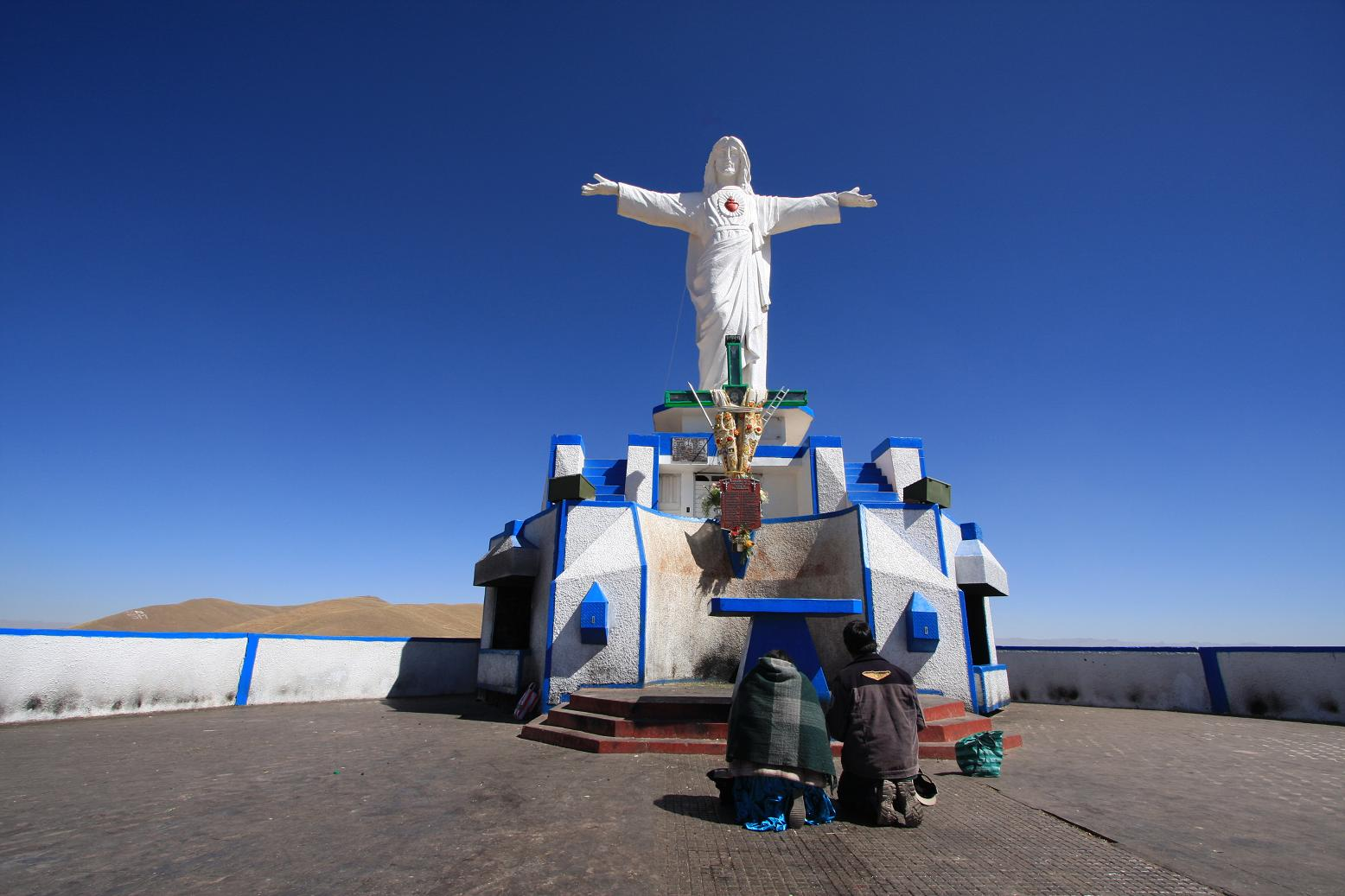
白色基督像。
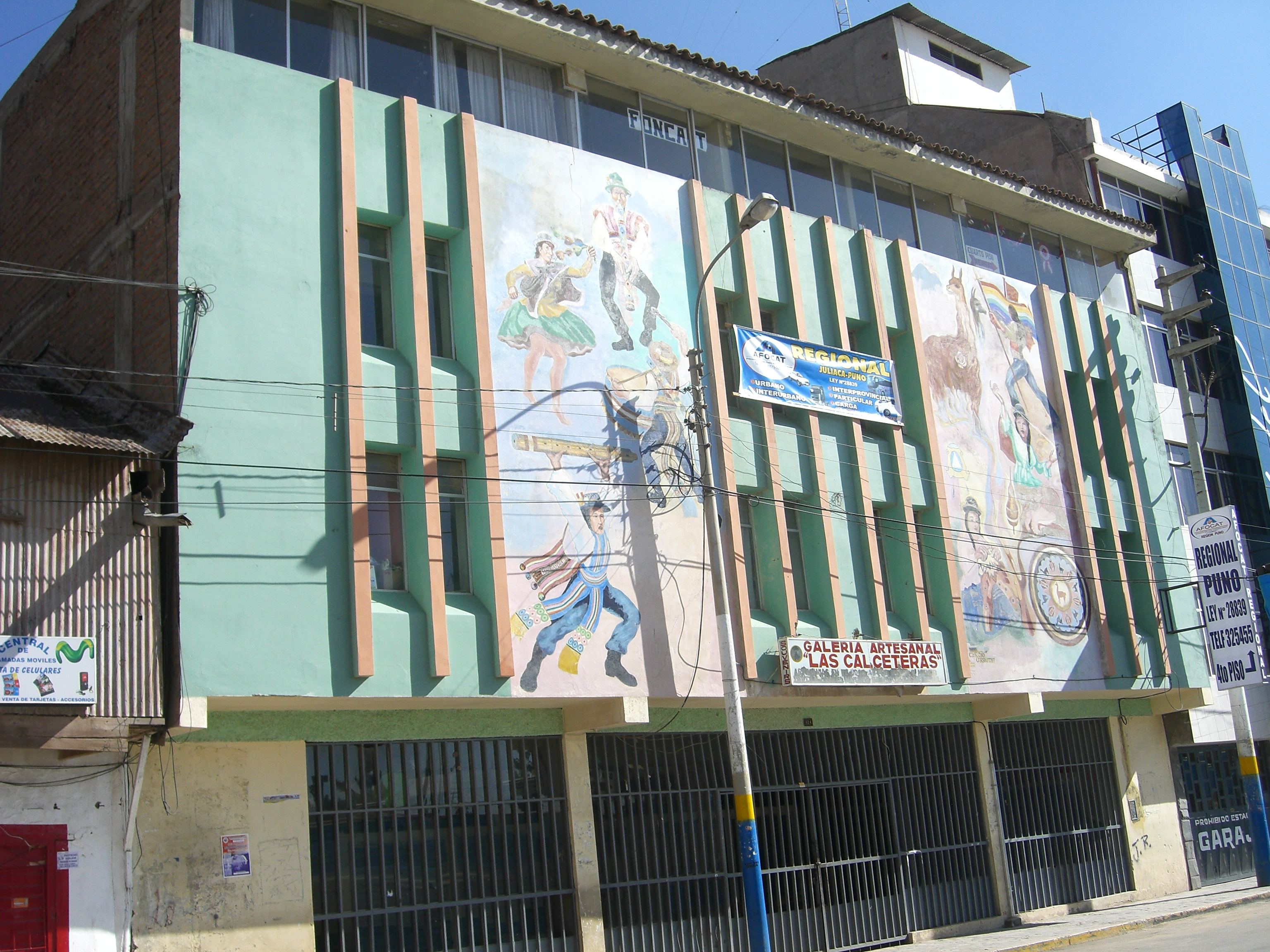
Calceteras Gallery.
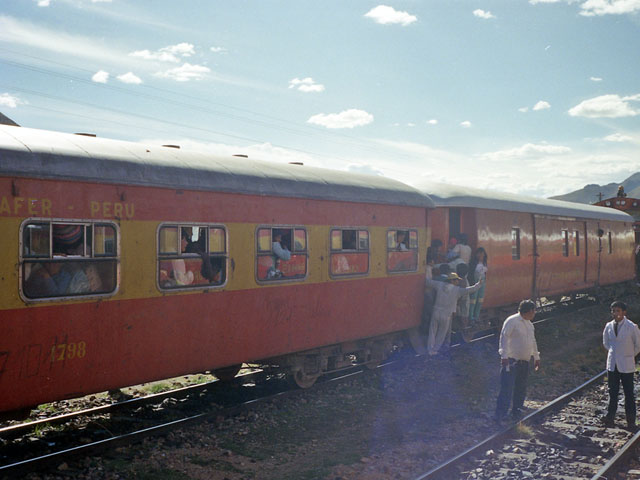
1980年代在胡利亞卡的火車。
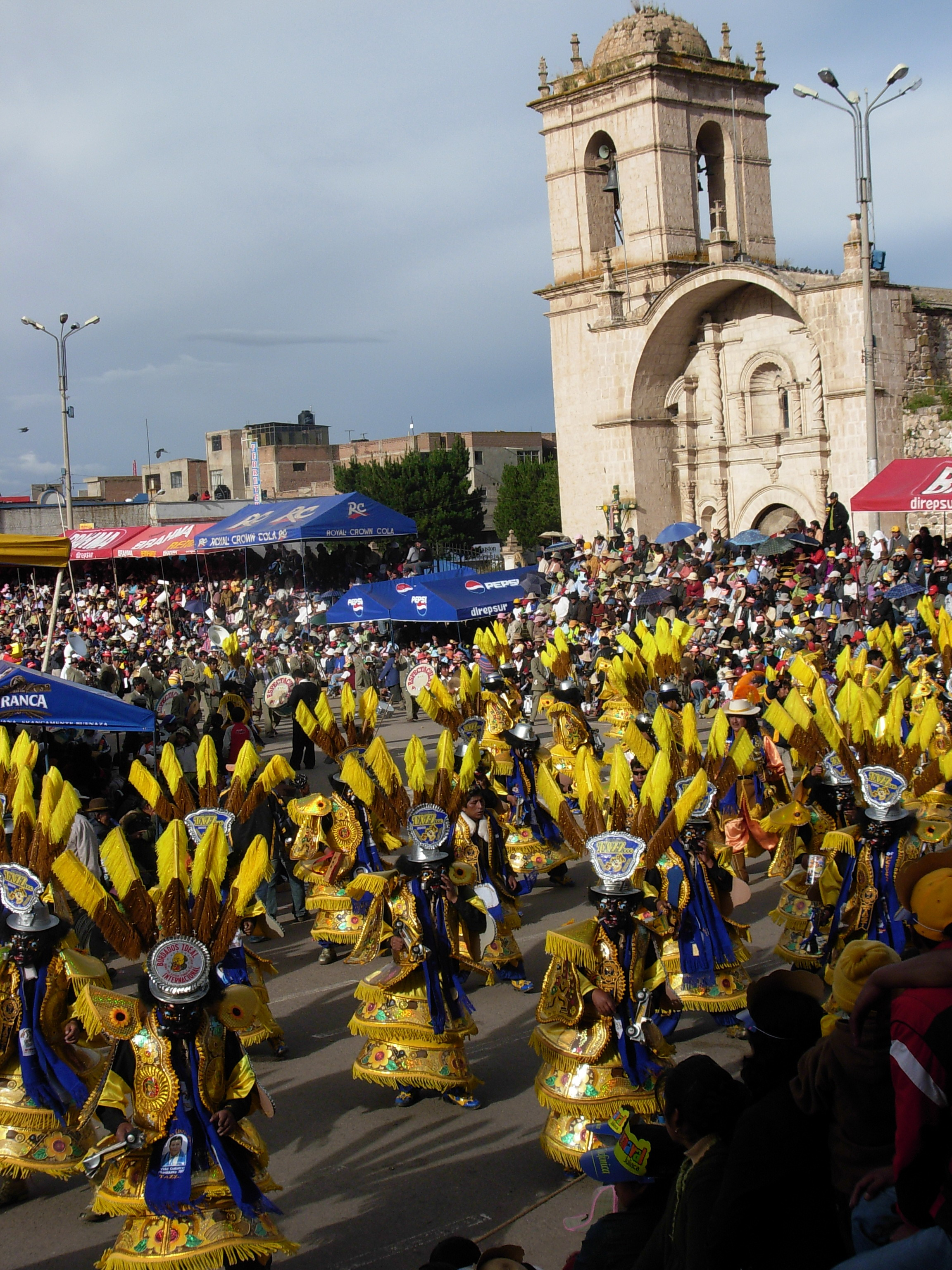
胡利亞卡狂歡節。
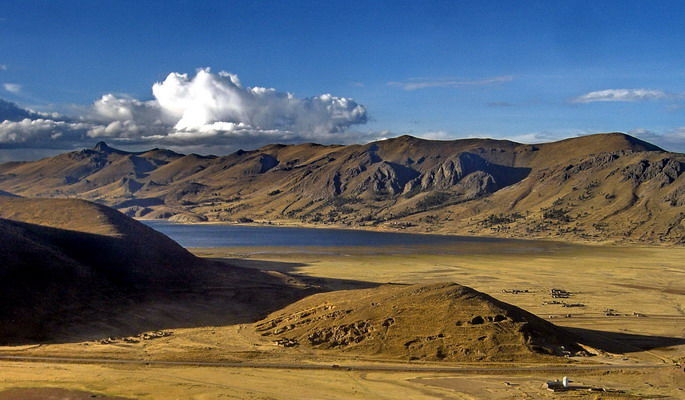
查卡斯湖。
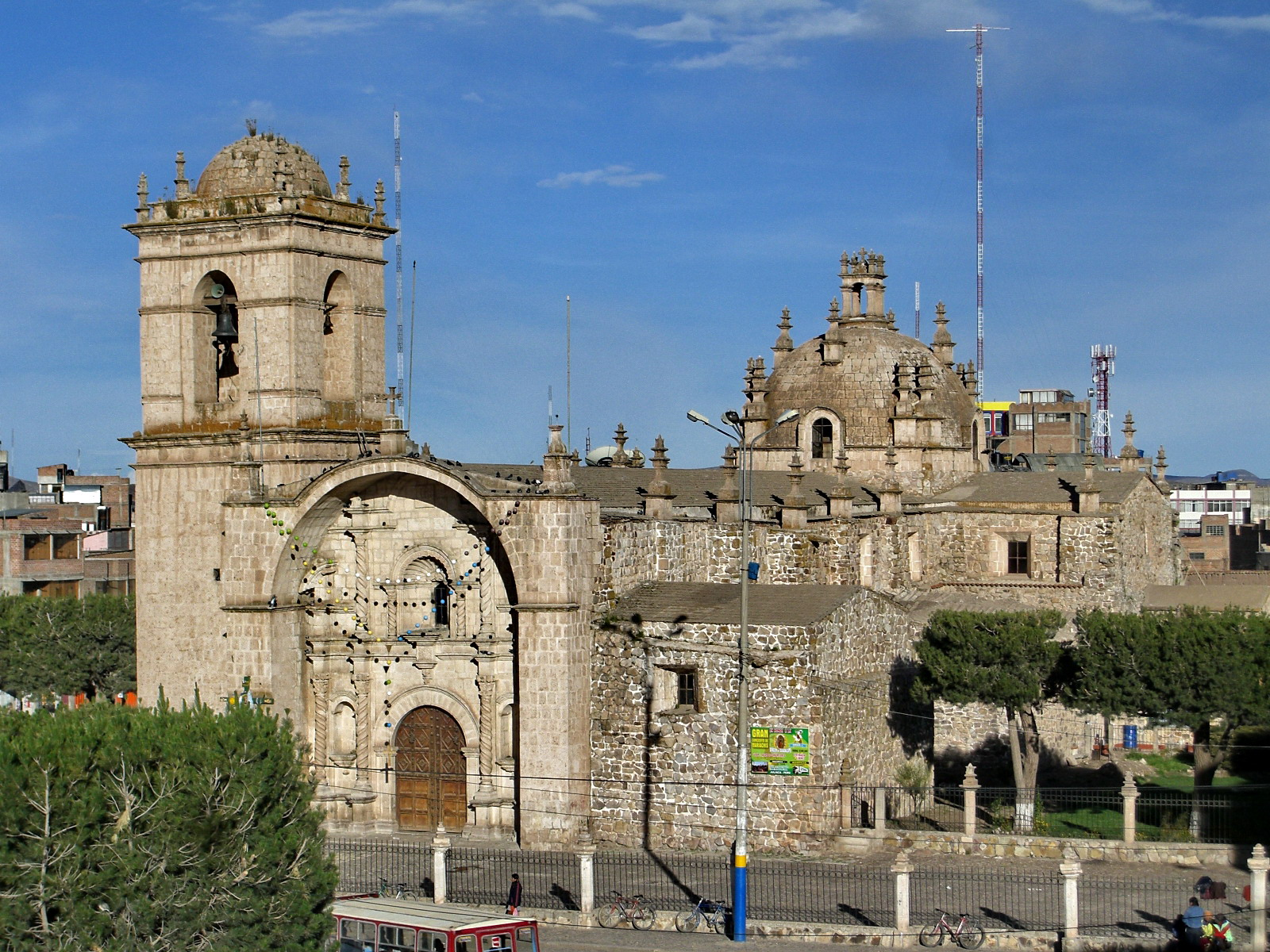
聖卡塔利娜教堂。
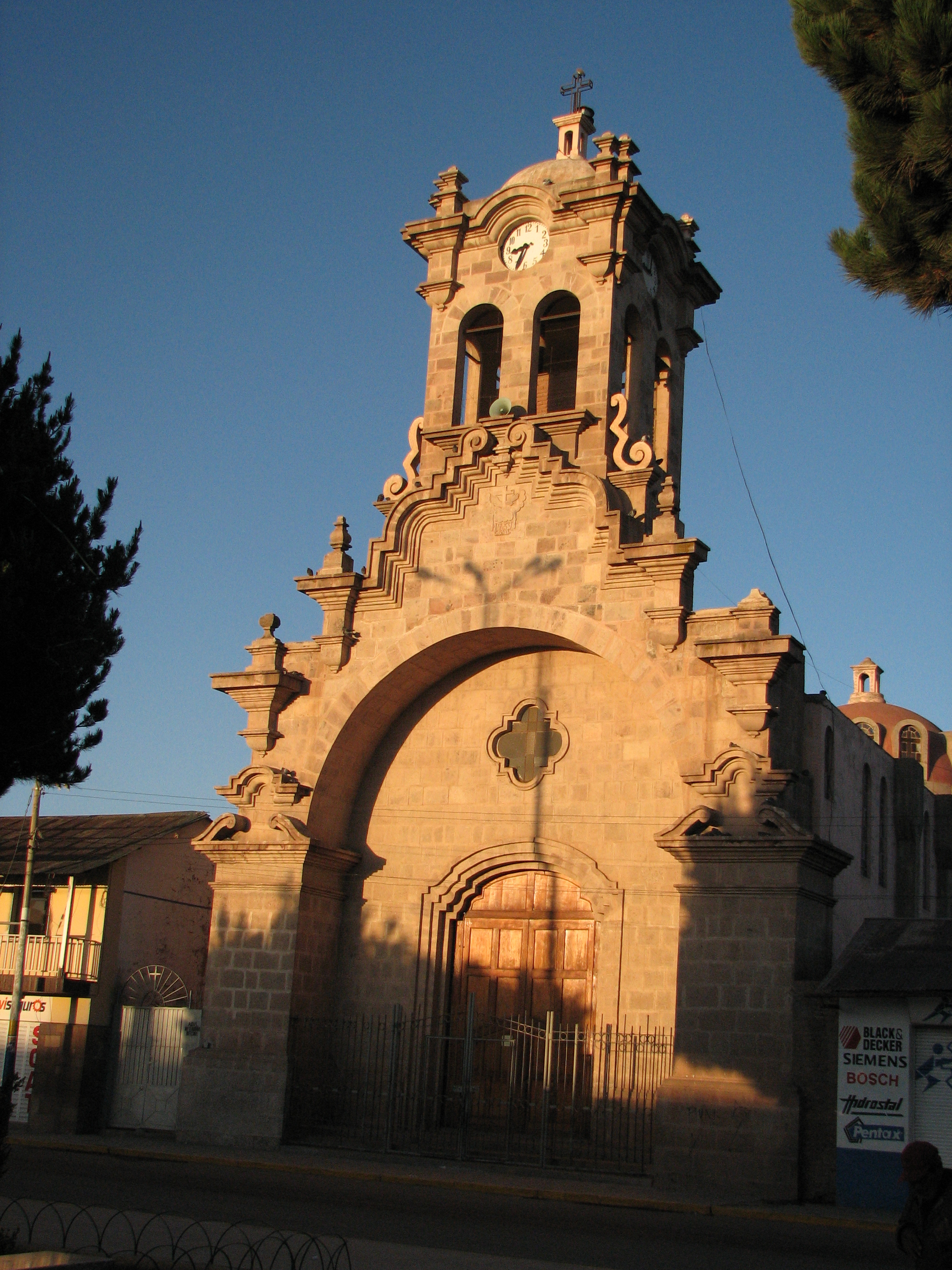
拉梅爾塞德教堂。